# Taras Kuzio

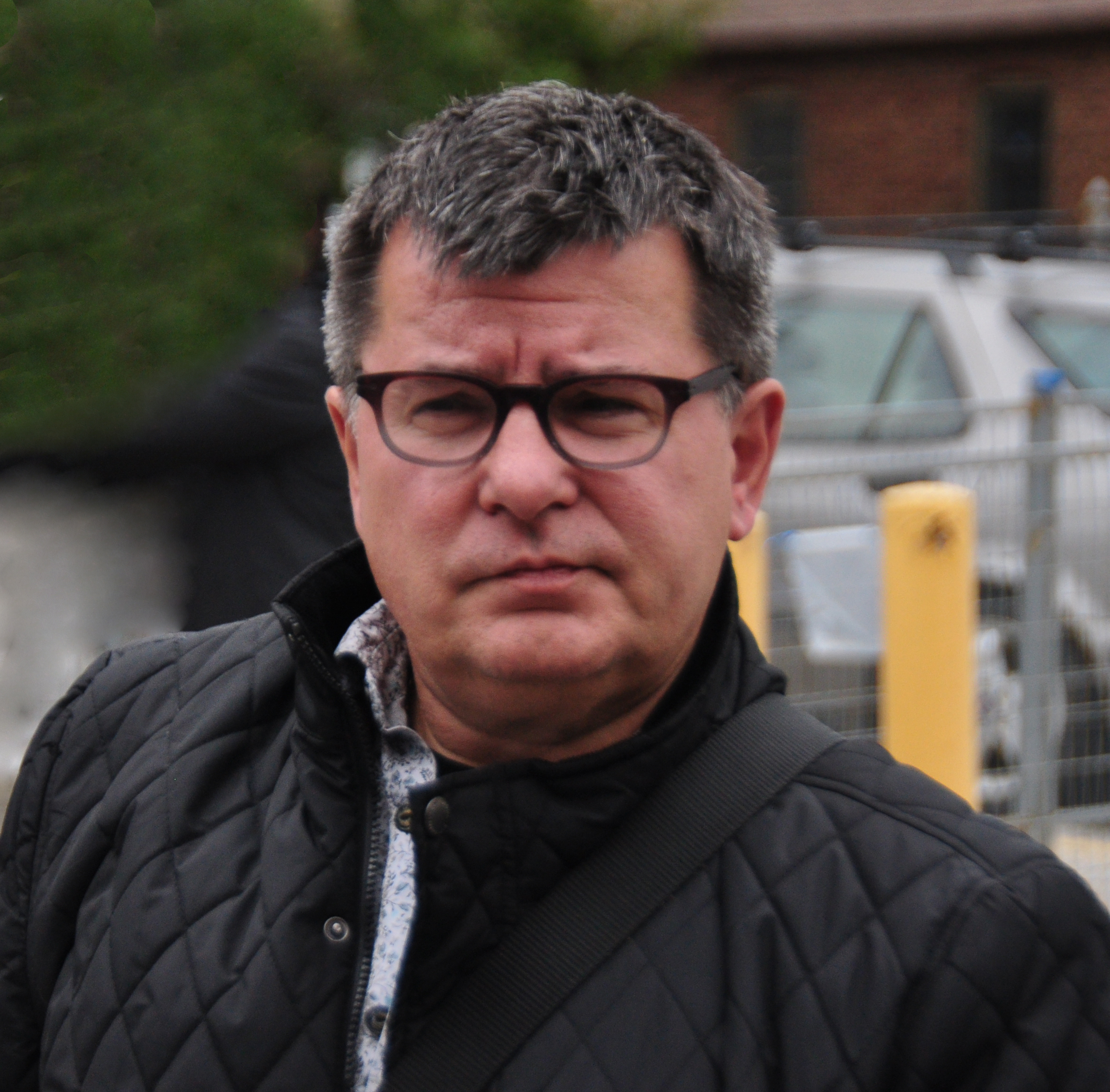
Taras Kuzio

Taras Kuzio (* 1958 in Halifax (West Yorkshire), Großbritannien) ist ein ukrainisch-britischer Politologe, der auf ukrainische Politik spezialisiert ist. Er lebt zurzeit in Toronto, Kanada. Er wirkte in Großbritannien, in der Ukraine, in den USA, Japan und Kanada.

## Leben
Taras Kuzio erhielt einen B.A. in Ökonomie an der University of Sussex und einen M.A. in „Soviet Studies“ an der University of London. Er wurde in Politikwissenschaft an der University of Birmingham promoviert und war danach Fellow an der Yale University.
Er vertrat danach die Ukrainian Press Agency in Großbritannien. 1992/93 arbeitete er als Fellow beim International Institute for Strategic Studies. Von 1993 bis 1995 war er Herausgeber des „Ukrainian Business Review“ und leitete die „Ukrainian Business Agency“. Von 1995 bis 1998 arbeitete er am „Center for Russian and Eastern European Studies“ an der Universität Birmingham. 1996 arbeitete er als wissenschaftlicher Berater für das ukrainische Parlament.
Im Juni 1998 wurde er zum Direktor des NATO-Informations- und Dokumentationszentrums in Kiew ernannt. Für die Organisation für Sicherheit und Zusammenarbeit in Europa war er Beobachter bei den Parlamentswahlen in den Jahren 1998 und 2002 und für die US-Organisation National Democratic Institute bei der Präsidentschaftswahl in der Ukraine im Jahr 2004.
2004 bis 2006 hatte er einen Vertrag als Visiting Professor am Institute for European, Russian and Eurasian Studies (IERES) der Elliott School of International Affairs an der George Washington University. Er war außerdem ein Visiting Fellow der Österreichischen Marshall Plan Foundation am Center for Transatlantic Relations, School of Advanced International Studies, Johns Hopkins University, in Washington D.C.
Kuzio arbeitet für verschiedene Think Tanks, schreibt für den Eurasian Daily Monitor der Jamestown Foundation, für Oxford Analytica und Jane’s Information Group und hat beim United States Congress vorgetragen.

## Schriften (Auswahl)
- Ukraine – Crimea – Russia. Triangle of conflict. Ibidem-Verlag, Stuttgart 2007 (1994)
- mit Andrew Wilson: Ukraine. Perestroika to independence. St. Martin’s Press, New York 1994
- Ukrainian security policy. Praeger, Westport, Conn. 1995
- Ukraine under Kuchma. Political reform, economic transformation and security policy in independent Ukraine. Macmillan, Basingstoke 1997, ISBN 0-333-65414-5, ISBN 0-312-17625-2
- Contemporary Ukraine. Dynamics of post-Soviet transformation. M.E. Sharpe, Armonk, N.Y. 1998
- Taras Kuzio, Robert Kravchuk, Paul J. D’Anieri: Politics & Society in Ukraine. Westview PR, 1999, ISBN 978-0-8133-3538-4
- Jennifer D. P. Moroney, Taras Kuzio und Mikhail Molchanov: Ukrainian foreign and security policy. Theoretical and comparative perspectives. Praeger, Westport, Conn. 2002
- mit Paul J. D’Anieri: Dilemmas of state-led nation building in Ukraine. Praeger, Westport, Conn. 2002
- (Hrsg.): Theoretical and comparative perspectives on nationalism. New directions in cross-cultural and post-communist studies. With a foreword by Paul Robert Magocsi. Ibidem-Verlag, Stuttgart 2007
- (Hrsg.): Post-communist democratic revolutions in comparative perspective. Ibidem-Verlag, Stuttgart 2007
- Comparative Perspectives on Communist Successor Parties in Central-Eastern Europe and Eurasia, zuerst in: Communist and post-communist studies, 2008, S. 397–419; in: Cas Mudde (Hrsg.): Political extremism. Bd. 4. Left-Wing extremism. Los Angeles : Sage 2014 S. 125–149
- Andreas Umland (Hrsg.): Taras Kuzio: Ukraine – Crimea – Russia, Triangle of Conflict. Brookings Institution Press, 2007, ISBN 978-3-89821-761-3
- Theoretical and Comparative Perspectives on Nationalism. Brookings Institution Press, 2008, Soviet and Post-Soviet Politics and Society (SPPS) Band 71, ISBN 978-3-89821-815-3
- Democratic revolution in Ukraine. From Kuchmagate to Orange Revolution. Routledge, London und New York 2009
- The Crimea. Europe’s Next Flashpoint? Brookings Institution Press, 2011, ISBN 978-0-9830842-0-4
- mit Daniel Hamilton (Hrsg.): Open Ukraine. Changing course towards a European future. Center for Transatlantic Relations, Paul H. Nitze School of Advanced International Studies, Johns Hopkins University, Washington, DC 2011
- Putin’s War Against Ukraine: Revolution, Nationalism, and Crime. Createspace Independent, 2017, ISBN 978-1-543-28586-4.
- Russian Nationalism and the Russian-Ukrainian War. Taylor & Francis, London 2022, ISBN 978-1-03-204317-3.
- mit Stefan Jajecznyk-Kelman: Fascism and Genocide. Russia’s War Against Ukrainians. Ibidem-Verlag, Stuttgart 2023, ISBN 978-3-8382-1791-8